# Vexitomina radulaeformis
Vexitomina radulaeformis is een slakkensoort uit de familie van de Horaiclavidae. De wetenschappelijke naam van de soort is voor het eerst geldig gepubliceerd in 1876 door Weinkauff & Kobelt.